# Anton Jewgenjewitsch Kamenew
Anton Jewgenjewitsch Kamenew (russisch Антон Евгеньевич Каменев; * 15. Januar 1986 in Moskau) ist ein russischer Nordischer Kombinierer.
Kamenew gab sein internationales Debüt bei der Junioren-Weltmeisterschaft 2003 in Sollefteå. Dabei erreichte er im Sprint den 52. Platz. Ein Jahr später bei der  Junioren-Weltmeisterschaft 2004 in Stryn kam er mit der Mannschaft im Teamwettbewerb auf Platz sieben. Den Sprintwettbewerb beendete er auf Platz 26, im Gundersen  erreichte er Platz 46. Am 12. März 2005 gab er sein Debüt im B-Weltcup der Nordischen Kombination. Bei den Olympischen Winterspielen 2006 in  Turin erreichte er im Teamwettbewerb gemeinsam mit Dmitri Matwejew, Iwan Fessenko und Sergei Maslennikow den 9. Platz. Am 29. November 2008 gab er nach aufsteigenden Leistungen im B-Weltcup in Kuusamo sein Debüt im Weltcup  der Nordischen Kombination. Nachdem er mehrfach in der Saison in den Punkterängen landete, beendete er die Saison 2008/09 auf dem 59.  Platz der Weltcup-Gesamtwertung. Seinen bislang letzten internationalen Wettbewerb bestritt er im August 2009 beim Sommer-Grand-Prix. Im September 2009 wurde er bei einer Dopingkontrolle positiv auf Amphetamin getestet und gesperrt, so dass er nicht an den Olympischen Spielen 2010 teilnehmen konnte.